# MTV Video Music Awards
MTV Video Music Awards jsou hudební ceny vztahující se na videoklipy, které se stabilně udělují od roku 1984 na televizní stanici MTV. Původně měly konkurovat cenám Grammy Awards. Jsou vysílány na televizních kanálech MTV a kanadské CTV. V minulosti se udělovaly v New Yorku, Los Angeles nebo v Miami.
Volit se začíná vždy 1. července. Kdysi se ceny udělovaly vždy první zářijový čtvrtek, ale po útocích 11. září 2001 se ceny udělují o týden dříve.
V roce 2006 se udělovaly 31. srpna v New Yorku.

## Vítězové jednotlivých ročníků

### 2016
Nominace byly oznámeny 26. července 2016. Předávání se konalo 28. srpna 2016 v Madison Square Garden v New Yorku.
- Videoklip roku: Beyoncé – „Formation“
- Nejlepší mužský videoklip: Calvin Harris (featuring Rihanna) – „This Is What You Came For“
- Nejlepší ženský videoklip: Beyoncé – „Hold Up“
- Umělec ke sledování: DNCE
- Nejlepší hiphopový videoklip: Drake – „Hotline Bling“
- Nejlepší rockový videoklip: Twenty One Pilots – „Heathens“
- Nejlepší popový videoklip: Beyoncé – „Formation“
- Nejlepší elektro videoklip: Calvin Harris a Disciples – „How Deep Is You Love“
- Nejlepší kolaborace: Fifth Harmony (featuring Ty Dolla Sign) – „Work From Home“
- Průlomové dlouhé video: Beyoncé – „Lemonade“
- Nejlepší režie: Ariana Grande, Nicki Minaj – Side To Side (režie: Melina Matsoukas)
- Nejlepší choreografie: Beyoncé – „Formation“ (choreograf: Chris Grant, JaQuel Knight a Dana Foglia)
- Nejlepší zvláštní efekty: Coldplay – „Up&Up“ (zvláštní efekty: Vania Heymann a GloriaFX)
- Nejlepší umělecký vedoucí: David Bowie – „Blackstar“ (umělecký vedoucí: Jan Houllevigue)
- Nejlepší úprava: Beyoncé – „Formation“ (editor: Jeff Selis)
- Nejlepší kinematografie: Beyoncé – „Formation“ (vedoucí: Malik Sayeed)
- Nejlepší letní písnička: Fifth Harmony (featuring Fetty Wap) – „All in My Head (Flex)“
- Michael Jackson Video Vanguard Award: Rihanna
- Nejlepší výkon – Rihanna ft. Drake – Work

### 2015
Nominace byly oznámeny 21. července 2015. Předávání se konalo 30. srpna 2015 v Microsoft Theater v Los Angeles v Kalifornii.
- Videoklip roku: Taylor Swift (featuring Kendrick Lamar) – „Bad Blood“
- Nejlepší mužský videoklip: Mark Ronson (featuring Bruno Mars) – „Uptown Funk“
- Nejlepší ženský videoklip: Taylor Swift – „Blank Space“
- Umělec ke sledování: Fetty Wap – „Trap Queen“
- Nejlepší hiphopový videoklip: Nicki Minaj – „Anaconda“
- Nejlepší rockový videoklip: Fall Out Boy – „Uma Thurman“
- Nejlepší popový videoklip: Taylor Swift – „Blank Space“
- Nejlepší kolaborace: Taylor Swift (featuring Kendrick Lamar) – „Bad Blood“
- Nejlepší režie: Kendrick Lamar – „Alright“ (režie: Colin Tilley a the Little Homies)
- Nejlepší choreografie: OK Go – „I Won't Let You Down“ (choreografie: OK Go, air:man, Mori Harano)
- Nejlepší zvláštní efekty: Skrillex a Diplo (featuring Justin Bieber) – „Where Are Ü Now“ (zvláštní efekty: Brewer, Gloria FX, Tomash Kuzmytskyi a Max Chyzhevskyy)
- Nejlepší umělecký vedoucí: Snoop Dogg – „So Many Pros“ (umělecký vedoucí: Jason Fijal)
- Nejlepší úprava: Beyoncé – „7/11“ (editor: Beyoncé, Ed Burke, Jonathan Wing)
- Nejlepší kinematografie: Flying Lotus (featuring Kendrick Lamar) – „Never Catch Me“ (vedoucí: Larkin Seiple)
- Nejlepší video se sociální zprávou: Big Sean (featuring Kanye West and John Legend) – „One Man Can Change the World“
- Nejlepší letní písnička: 5 Seconds of Summer – „She's Kinda Hot“
- Michael Jackson Video Vanguard Award: Kanye West
- Nejlepší výkon – Nicki Minaj – Anaconda

### 2014
Nominace byly oznámeny 17. července 2014. Předávání se konalo 24. srpna 2014 ve The Forum v Inglewoodu v Kalifornii.
- Videoklip roku: Miley Cyrus – „Wrecking Ball“
- Nejlepší mužský videoklip: Ed Sheeran (featuring Pharell Williams) – „Sing“
- Nejlepší ženský videoklip: Katy Perry (featuring Juicy J) – „Dark Horse“
- Umělec ke sledování: Fifth Harmony – „Miss Movin' On“
- Nejlepší hiphopový videoklip: Drake (featuring Majid Jordan) – „Hold On, We're Going Home“
- Nejlepší rockový videoklip: Lorde – „Royals“
- Nejlepší popový videoklip: Ariana Grande (featuring Iggy Azalea) – „Problem“
- MTV cena klubového světa: Zedd (featuring Hayley Williams) – „Stay the Night“
- Nejlepší kolaborace: Beyoncé (featuring Jay-Z) – „Drunk in Love“
- Nejlepší režie: DJ Snake a Lil Jon – „Turn Down for What“ (režisér: DANIELS)
- Nejlepší choreografie: Sia – „Chandelier“ (choreograf: Ryan Heffington)
- Nejlepší zvláštní efekty: OK Go – „The Writing's on the Wall (efekty: 1stAveMachine)
- Nejlepší umělecký vedoucí: Arcade Fire – „Reflektor“ (vedoucí: Anastasia Masaro)
- Nejlepší úprava: Eminem – „Rap God“ (editor: Ken Mowe)
- Nejlepší kinematografie: Beyoncé – „Pretty Hurts“ (vedoucí: Darren Lew a Jackson Hunt)
- Nejlepší video se sociální zprávou: Beyoncé – „Pretty Hurts“
- Nejlepší slova písničky: 5 Seconds of Summer – „Don't Stop“
- Michael Jackson Video Vanguard Award: Beyoncé
- Nejlepší výkon – Miley Cyrusová – Wrecking Ball

### 2013
Nominace byly oznámeny 17. července 2013. Předávání se konalo 24. srpna 2014 v Barclays Center v Brooklynu v New York City.
- Videoklip roku: Justin Timberlake – „Mirrors“
- Nejlepší mužský videoklip: Bruno Mars – „Locked Out of Heaven“
- Nejlepší ženský videoklip: Taylor Swift – „I Knew You Were Trouble“
- Umělec ke sledování: Austin Mahone – „What About Love“
- Nejlepší hiphopový videoklip: Macklemore a Ryan Lewis (featuring Ray Delton) – „Can't Hold Us“
- Nejlepší rockový videoklip: Thirty Seconds to Mars – „Up in the Air“
- Nejlepší popový videoklip: Selena Gomez – „Come and Get It“
- Nejlepší kolaborace: Pink (featuring Nate Ruess) – „Just Give Me a Reason“
- Nejlepší režie: Justin Timberlake (featuring Jay-Z) – „Suit & Tie“ (režisér: David Fincher)
- Nejlepší choreografie: Bruno Mars – „Treasure“ (choreograf: Bruno Mars)
- Nejlepší zvláštní efekty: Capital Cities – „Safe and Sound“ (efekty: Grady Hall, Jonathan Wu a Derek Johnson)
- Nejlepší umělecký vedoucí: Janelle Monáe (featuring Erykah Badu) – „Q.U.E.E.N.“ (vedoucí: Veronica Logsdon)
- Nejlepší úprava: Justin Timberlake – „Mirrors“ (editor: Jarett Fijah a Bonch LA)
- Nejlepší kinematografie: Macklemore a Ryan Lewis (featuring Ray Dalton) (vedoucí: Jason Koenig, Ryan Lewis a Mego Lin)
- Nejlepší video se sociální zprávou: Macklemore a Ryan Lewis (featuring Mary Lambert) – „Same Love“
- Nejlepší písnička léta: One Direction – „Best Song Ever“
- Nejlepší latinský umělec: Daddy Yankee
- Michael Jackson Video Vanguard Award: Justin Timberlake
- Nejlepší výkon – Justin Timberlake – Mirrors

### 2012
Nominace byly oznámeny 31. července 2012. Předávání se konalo 6. září 2012 v Staples Center v Los Angeles v Kalifornii.
- Videoklip roku: Rihanna (featuring Calvin Harris) – „We Found Love“
- Nejlepší mužský videoklip: Chris Brown – „Turn Up the Music“
- Nejlepší ženský videoklip: Nicki Minaj – „Starships“
- Nejlepší nováček: One Direction – „What Makes You Beautiful“
- Nejlepší hiphopový videoklip: Drake (featuring Lil Wayne) – „HYFR“
- Nejlepší rockový videoklip: Coldplay – „Paradise“
- Nejlepší popový videoklip: One Direction – „What Makes You Beautiful“
- Nejlepší taneční videoklip: Calvin Harris – „Feel So Cluse“
- Nejlepší režie: M.I.A. – „Bad Girls“ (režisér: Romain Gavras)
- Nejlepší choreografie: Chris Brown – „Turn Up the Music“ (choreograf: Anwar „Flii“ Burton)
- Nejlepší zvláštní efekty: Skrillex – „First of the Year (Equinox)“ (efekty: Deka Brothers a Tony „Truand“ Datis)
- Nejlepší umělecký vedoucí: Katy Perry – „Wide Awake“ (vedoucí: Benji Bamps)
- Nejlepší úprava: Beyoncé – „Countdown“ (editor: Alexander Hammer a Jeremiah Shuff)
- Nejlepší kinematografie: M.I.A. – „Bad Girls“ (vedoucí: André Chemetoff)
- Nejlepší video se zprávou: Demi Lovato – „Skyscraper“
- Nejvíce sdílené video: Nicki Minaj – Starships
- Nejlepší latinský umělec: Romeo Santos
- Nejlepší výkon – Demi Lovato – Skyscraper

### 2011
Nominace byly oznámeny 20. července 2011. Předávání se konalo 28. srpna 2011 v Nokia Theatre v Los Angeles v Kalifornii.
- Videoklip roku: Katy Perry – „Firework“
- Nejlepší mužský videoklip: Justin Bieber – „U Smile“
- Nejlepší ženský videoklip: Lady Gaga – „Born This Way“
- Nejlepší nováček: Tyler, The Creator – „Yonkers“
- Nejlepší hiphopový videoklip: Nicki Minaj – „Super Bass“
- Nejlepší rockový videoklip: Foo Fighters – „Walk“
- Nejlepší popový videoklip: Britney Spears – „Till the World Ends“
- Nejlepší kolaborace: Katy Perry (featuring: Kanye West) – „E.T.“
- Nejlepší režie: Beastie Boys – „Make Some Noise“ (režisér: Adam Yauch)
- Nejlepší choreografie: Beyoncé – „Run the World (Girls)“ (choreograf: Frank Gatson, Sheryl Murakami a Jeffrey Page)
- Nejlepší zvláštní efekty: Katy Perry (featuring Kanye West) – „E.T.“ (efekty: Jeff Dotson – Dot & Effects)
- Nejlepší umělecký vedoucí: Adele – „Rolling in the Deep“ (vedoucí: Nathan Parker)
- Nejlepší úprava: Adele – „Rolling in the Deep“ (editor: Art Jones at Work)
- Nejlepší kinematografie: Adele – „Rolling in the Deep“ (vedoucí: Tom Townend)
- Nejlepší video se zprávou: Lady Gaga – „Born this Way“
- Nejlepší latinský umělec: Wisin & Yandel – „Zun Zun Rompiendo Caderas“
- Michael Jackson Video Vanguard Award – Britney Spears
- Nejlepší výkon – Nicki Minaj ft. Rihanna – Fly

### 2010
Předávání se konalo 12. září 2010 v Nokia Theatre v Los Angeles v Kalifornii.
- Videoklip roku: Lady Gaga – „Bad Romance“
- Nejlepší mužský videoklip: Eminem – „Not Afraid“
- Nejlepší ženský videoklip: Lady Gaga – „Bad Romance“
- Nejlepší nováček: Justin Bieber (featuring Ludacris) – „Baby“
- Nejlepší hiphopový videoklip: Eminem – „Not Afraid“
- Nejlepší rockový videoklip: Thirty Seconds to Mars – „King and Queens“
- Nejlepší popový videoklip: Lady Gaga – „Bad Romance“
- Nejlepší kolaborace: Lady Gaga (featuring Beyoncé) – „Telephone“
- Průlomové video: The Black Keys – „Tighten Up“
- Nejlepší taneční videoklip: Lady Gaga – „Bad Romance“
- Nejlepší režie: Lady Gaga – „Bad Romance“ (režisér: Francis Lawrence)
- Nejlepší choreografie: Lady Gaga – „Bad Romance“(choreograf: Laurieann Gibson)
- Nejlepší zvláštní efekty: Muse – „Uprising“ (efekty: Huble a Sam Stephens)
- Nejlepší umělecký vedoucí: Florence and the Machine – „Dog Days Are Over“ (vedoucí: Louise Corcoran a Aldene Johnson)
- Nejlepší úprava: Lady Gaga – „Bad Romance“ (editor: Jarrett Fijah)
- Nejlepší kinematografie: Jay-Z a Alicia Keys – „Empire State of Mind“ (vedoucí: John Perez)
- Nejlepší latinský umělec: Aventura
- Nejlepší výkon – Justin Bieber (featuring Ludacris) – „ Baby

### 2009
Předávání se konalo 13. září 2009 v Radio City Music Hall v New York City.
- Videoklip roku: Beyoncé – „Single Ladies (Put a Ring on It)“
- Nejlepší mužský videoklip: T.I. (featuring Rihanna) – „Live Your Life“
- Nejlepší ženský videoklip: Taylor Swift – „You Belong with Me“
- Nejlepší nováček: Lady Gaga – „Poker Face“
- Nejlepší hiphopový videoklip: Eminem – „We Made You“
- Nejlepší rockový videoklip: Green Day – „21 Guns“
- Nejlepší popový videoklip: Britney Spears – „Womanizer“
- Průlomové video: Matt & Kim – „Lessons Learned“
- Nejlepší režie: Green Day – „21 Guns“ (režisér: Marc Webb)
- Nejlepší choreografie: Beyoncé – „Single Ladies (Put a Ring on It)“ (choreografie: Frank Gatson a JaQuel Knight)
- Nejlepší zvláštní efekty: Lady Gaga – „Paparazzi“ (efekty: Chimney Pot)
- Nejlepší umělecký vedoucí: Lady Gaga – „Paparazzi“ (vedoucí: Jason Hamilton)
- Nejlepší úprava: Beyoncé – „Single Ladies (Put a Ring on It)“ (editor: Jarrett Fijal)
- Nejlepší kinematografie: Green Day – „21 Guns“ (vedoucí: Jonathan Sela)
- Nejlepší videoklip (který by měl vyhrát sošku Moonmana) – Beastie Boys – „Sabotage“
- Nejlepší vystoupení v Pepsi Rock Band Video – Nerds in Disguise – „My Own Worst Enemy“
- Průlomový zpěvák (v 8 lokalitách) – MeTalkPretty, Picture Me Broken, Holla Front, Andrew Belle, Gentlemen Hall, DaCav5, Frank Sirius
- Nejlepší výkon – Beyoncé – Single Ladies (Put a Ring on It)

### 2008
Předávání se konalo 7. září 2008 v Paramount Pictures studiích v Los Angeles.
- Videoklip roku: Britney Spears – „Piece of Me“
- Nejlepší mužský videoklip: Chris Brown – „With You“
- Nejlepší ženský videoklip: Britney Spears – „Piece of Me“
- Nejlepší nováček: Tokio Hotel – „Ready, Set, Go!“
- Nejlepší hiphopový videoklip: Lil Wayne (featuring Static Major) – „Lolipop“
- Nejlepší rockový videoklip: Linkin Park – „Shadow of the Day“
- Nejlepší popový videoklip: Britney Spears – „Piece of Me“
- Nejlepší taneční videoklip: The Pussycat Dolls – „When I Grow Up“
- Nejlepší režie: Erykah Badu – „Honey“ (režisér: Erykah Badu a Mr. Roboto)
- Nejlepší choreografie: Gnarls Barkley – „Run“ (choreografie: Michael Rooney)
- Nejlepší zvláštní efekty: Kanye West (featuring T-Pain) – „Good Life“ (efekty: SoMe, Jonas & François)
- Nejlepší umělecký vedoucí: Gnarls Barkley – „Run“(vedoucí: Happy Massee a Kells Jesse)
- Nejlepší úprava: Death Cab for Cutie – „I Will Possess Your Heart“ (editor: Aaron Stewart-Ahn a Jeff Buchanan)
- Nejlepší kinematografie: The White Stripes – „Conquest“(vedoucí: Wyatt Troll)
- Nejlepší britský videoklip – The Ting Tings – „Shut Up and Let Me Go“
- Nejlepší výkon – Chris Brown – „With You“

### 2007
Předávání se konalo 9. září 2007 v The Palms v Las Vegas.
- Videoklip roku: Rihanna (featuring Jay-Z) – „Umbrella“
- Nejlepší mužský umělec: Justin Timberlake
- Nejlepší ženský umělec: Fergie
- Nejlepší skupina: Fall Out Boy
- Nejlepší nováček: Gym Class Heroes
- Ohrožení roku: Justin Timberlake
- Nejlepší kolaborace: Beyoncé a Shakira – „Beautiful Liar“
- Monster singl roku: Rihanna (featuring Jay-Z) – „Umbrella“
- Nejlepší režie: Justin Timberlake – „What Goes Around… Comes Around“ (režisér: Samuel Bayer)
- Nejlepší choreografie: Justin Timberlake (featuring T.I.) – „Let Me Talk to You/My Love“ (choreografie: Marty Kudelka)
- Nejlepší úprava: Gnarls Barkley – „Smiley Faces“ (editor: Ken Mowe)
- Nejlepší výkon – Beyoncé a Rihanna – „Beautifil Liar“

### 2006
Předávání se konalo 31. srpna 2006 v Radio City Music Hall v New York City.
- Videoklip roku: Panic! at the Disco – „I Write Sins Not Tragedies“
- Nejlepší mužský videoklip: James Blunt – „You're Beautiful“
- Nejlepší ženský videoklip: Kelly Clarkson – „Because of You“
- Nejlepší videoklip skupiny: The All-American Rejects – „Move Along“
- Nejlepší nováčkovský videoklip: Avenged Sevenfold – „Bat Country“
- Nejlepší popový videoklip: Pink – „Stupid Girls“
- Nejlepší rockový videoklip: AFI – „Miss Murder“
- Nejlepší R&B videoklip: Beyoncé (featuring Slim Thug a Bun B) – „Check on It“
- Nejlepší rap videoklip: Chamillionaire (featuring Krayzie Bone) – „Ridin“
- Nejlepší hip-hopový videoklip: The Black Eyed Peas – „My Humps“
- Nejlepší taneční videoklip: Pussycat Dolls (featuring Snoop Dogg) – „Buttons“
- Nejlepší režie: Gnarls Barkley – „Crazy“ (režisér: Robert Hales)
- Nejlepší choreografie: Shakira (featuring Wyclef Jean) – „Hips Don't Lie“ (choreografie: Shakira)
- Nejlepší zvláštní efekty: Missy Elliott – „We Run This“ (efekty: Louis Mackall a Tonia Wallander)
- Nejlepší umělecký vedoucí: Red Hot Chili Peppers – „Dani California“ (vedoucí: Justin Dragonis)
- Nejlepší úprava: Gnarls Barkley – „Crazy“ (editor: Robbie Ryan)
- Nejlepší soundtrack k videohře: Marc Eckō's Getting Up: Contents Under Pressure (Atari)
- Nejlepší hudba k videohře: Elder Scrolls IV: Oblivion (skladatel: Jeremy Soule)
- Mobilní zvonění roku: Fort Minor (featuring Holly Brook) – „Where'd You Go“
- MTV2 Award: Thirty Seconds to Mars – „The Kill“
- Cena diváka: Fall Out Boy – „Dance, Dance“ (38%)
- Video Vanguard Awards: Hype Williams
- Nejlepší výkon – Fall Out Boy – „Dance, Dance“

### 2005
Předávání se konalo 28. srpna 2005 v American Airlines aréně v Miami na Floridě.
- Videoklip roku: Green Day – „Boulevard of Broken Dreams“
- Nejlepší mužský videoklip: Kanye West – „Jesus Walks“
- Nejlepší ženský videoklip: Kelly Clarkson – „Since U Been Gone“
- Nejlepší skupinový videoklip: Green Day – „Boulevard of Broken Dreams“
- Nejlepší nováčkovský videoklip: The Killers – „Mr. Brightside“
- Nejlepší rap videoklip: Ludacris – „Number One Spot“
- Nejlepší R&B videoklip: Alicia Keys – „Karma“
- Nejlepší hip-hopový videoklip: Missy Elliott (featuring Ciara a Fatman Scoop) – „Lose Control“
- Nejlepší rockový videoklip: Green Day – „Boulevard of Broken Dreams“
- Nejlepší popový videoklip: Kelly Clarkson – „Since U Been Gone“
- Nejlepší taneční videoklip: Missy Elliott (featuring Ciara a Fatman Scoop) – „Lose Control“
- Průlomové video: Gorillaz – „Feel Good Inc.“
- Nejlepší režie: Green Day – „Boulevard of Broken Dreams“ (režisér: Samuel Bayer)
- Nejlepší choreografie: Gwen Stefani – „Hollaback Girl“ (choreograf: Kishaya Dudley)
- Nejlepší zvláštní efekty: Gorillaz – „Feel Good Inc.“ (efekty: Passion Pictures)
- Nejlepší umělecký vedoucí: Gwen Stefani – „What You Waiting For?“ (vedoucí: Zach Matthews)
- Nejlepší úprava: Green Day – „Boulevard of Broken Dreams“ (editor: Tim Royes)
- Nejlepší kinematografie: Green Day – „Boulevard of Broken Dreams“ (vedoucí: Samuel Bayer)
- Nejlepší soundtrack k videohře: Dance Dance Revolution Extreme (Konami)
- MTV2 Award: Fall Out Boy – „Sugar, We're Goin Down“
- Cena diváka: Green Day – „American Idiot“
- Nejlepší výkon Alicia Keys – Karma

### 2004
Předávání cen se konalo 29. srpna 2004 v American Airlines aréně v Miami na Floridě
- Videoklip roku: OutKast – „Hey Ya“
- Nejlepší mužský videoklip: Usher (featuring Ludacris a Lil Jon) – „Yeah“
- Nejlepší ženský videoklip: Beyoncé – „Naughty Girl“
- Nejlepší skupinový videoklip: No Doubt – „It's My Life“
- Nejlepší nováčkovský videoklip: Maroon 5 – „This Life“
- Nejlepší rap videoklip: Jay-Z – „99 Problems“
- Nejlepší R&B videoklip: Alicia Keys – „If I Ain't Got You“
- Nejlepší hip-hopový videoklip: OutKast – „Hey Ya“
- Nejlepší rockový videoklip: Jet – „Are You Gonna Be My Girl“
- Nejlepší popový videoklip: No Doubt – „It's My Life“
- Nejlepší taneční videoklip: Usher (featuring Ludacris a Lil Jon) – „Yeah“
- Průlomové video: Frank Ferdinand – „Take Me Out“
- Nejlepší režie: Jay-Z – „99 Problems“ (režisér: Mark Romanek)
- Nejlepší choreografie: The Black Eyed Peas – „Hey Mama“(choreograf: Fatima Robinson)
- Nejlepší zvláštní efekty: OutKast – „Hey Ya“ (efekty: Elad Offer, Chris Eckardt a Money Shots)
- Nejlepší umělecký vedoucí: OutKast – „Hey Ya“ (vedoucí: Eric Beauchamp)
- Nejlepší úprava: Jay-Z – „99 Problems“ (editor: Robert Duffy)
- Nejlepší kinematografie: Jay-Z – „99 Problems“ (vedoucí: Joaquin Beca-Asay)
- Nejlepší soundtrack k videohře: Tony Hawk's Underground (Activision)
- MTV2 Award: Yellowcard – „Ocean Avenue“
- Cena diváka: Linkin Park – Breaking the Habit“

### 2003
Předávání cen se konalo 28. srpna 2003 v Radio City Hall v New York City.
- Videoklip roku: Missy Elliott – „Work It“
- Nejlepší mužský videoklip: Justin Timberlake – „Cry Me a River“
- Nejlepší ženský videoklip: Beyoncé (featuring Jay-Z) – „Crazy in Love“
- Nejlepší skupinový videoklip: Coldplay – „The Scientist“
- Nejlepší nováčkovský videoklip: 50 Cent – „In da Club“
- Nejlepší rap videoklip: 50 Cent – „In da Club“
- Nejlepší R&B videoklip: Beyoncé (featuring Jay-Z) – „Crazy in Love“
- Nejlepší hip-hopový videoklip: Missy Elliott – „Work It“
- Nejlepší rockový videoklip: Linkin Park – „Somewhere I Belong“
- Nejlepší popový videoklip: Justin Timberlake – „Cry Me a River“
- Nejlepší taneční videoklip: Justin Timberlake – „Rock Your Body“
- Nejlepší videoklip z filmu: Eminem – „Lose Yourself“ (z 8 Mile)
- Průlomové video: Coldplay – „The Scientist“
- Nejlepší režie: Coldplay – „The Scientist“ (režisér: Jamie Thraves)
- Nejlepší choreografie: Beyoncé (featuring Jay-Z) – „Crazy in Love“ (choreograf: Frank Gatson a LaVelle Smith Jnr)
- Nejlepší zvláštní efekty: Queens of the Stone Age – „Go with the Flow“ (efekty: Nigel Sarrag)
- Nejlepší umělecký vedoucí: Radiohead – „There There“ (vedoucí: Chris Hopewell)
- Nejlepší úprava: The White Stripes – „Seven Nation Army“ (editor: Oliver Gajan)
- Nejlepší kinematografie: Johnny Cash – „Hurt“ (vedoucí: Jean-Yves Escoffier)
- MTV2 Award: AFI – „Girl's Not Grey“
- Cena diváka: Good Charlotte – „Lifestyles of the Rich and Famous“
- Mezinárodní ceny
  - MTV Austrálie: Delta Goodrem – „Born to Try“
  - MTV Brazílie: Charlie Brown Jr. – „Papo Reto (Prazer É Sexo, o Resto É Negócio)“
- Životní ocenění: Duran Duran

### 2002
Předávání cen se konalo 29. srpna 2002 v Radio City Hall v New York City.
- Videoklip roku: Eminem – „Without Me“
- Nejlepší mužský videoklip: Eminem – „Without Me“
- Nejlepší ženský videoklip: Pink – „Get the Party Started“
- Nejlepší skupinový videoklip: No Doubt (featuring Bounty Killer) – „Hey Baby“
- Nejlepší nováčkovský videoklip: Avril Lavigne – „Complicated“
- Nejlepší rap videoklip: Eminem – „Without Me“
- Nejlepší R&B videoklip: Mary J. Blige – „No More Drama“
- Nejlepší hip-hopový videoklip: Jennifer Lopez (featuring Ja Rule) – „I'm Real (Murder Remix)“
- Nejlepší rockový videoklip: Linkin Park – „In the End“
- Nejlepší popový videoklip: No Doubt (featuring Bounty Killer) – „Hey Baby“
- Nejlepší taneční videoklip: Pink – „Get the Party Started“
- Nejlepší videoklip z filmu: Chad Kroeger (featuring Josey Scott) – „Hero“ (ze Spider-Man)
- Průlomové video: The White Stripes – „Fell in Love with a Girl“
- Nejlepší režie: Eminem – „Without Me“' (režisér: Joseph Kahn)'
- Nejlepší choreografie: Kylie Minogue – „Can't Get You Out of My Head“ (choreograf: Michael Rooney)
- Nejlepší zvláštní efekty: The White Stripes – „Fell in Love with a Girl“ (efekty: Twisted Labs a Sebastian Fau)
- Nejlepší umělecký vedoucí: Coldplay – „Trouble“ (vedoucí: Tim Hope)
- Nejlepší úprava: The White Stripes – „Fell in Love with a Girl“ (editor: Mikkros a Duran)
- Nejlepší kinematografie: Moby – „We Are All Made of Stars“ (vedoucí: Brad Rushing)
- MTV2 Award: Dashboard Confessional – „Screaming Infidelities“
- Cena diváka: Michelle Branch – „Everywhere“
- Mezinárodní ceny
  - MTV Austrálie: Holly Valance – „Kiss Kiss“
  - MTV Brazílie: Titãs — „Epitáfio“
  - MTV Kanada: Nickelback – „Too Bad“
  - MTV Čína: Zheng Jun – „1/3 Dream“
  - MTV Latinská Amerika (Sever): Shakira – „Suerte“
  - MTV Latinská Amerika (Pacifik) – Juanes – „A Dios le Pido“
  - MTV Latinská Amerika (Atlantik) – Diego Torres – „Color Esperanza“

### 2001
Předávání cen se konalo 6. září 2001 v Metropolitan Opera House v New York City.
- Videoklip roku: Christina Aguilera, Lil' Kim, Mýa a Pink (feat Missy Elliott) – „Lady Marmalade“
- Nejlepší mužský videoklip: Moby (featuring Gwen Stefani) – „South Side“
- Nejlepší ženský videoklip: Eve (featuring Gwen Stefani) – „Let Me Blow Ya Mind“
- Nejlepší skupinový videoklip: 'N Sync – „Pop“
- Nejlepší nováčkovský videoklip: Alicia Keys – „Fallin“
- Nejlepší rap videoklip: Nelly – „Ride with Me“
- Nejlepší R&B videoklip: Destiny's Child – „Survivor“
- Nejlepší hip-hopový videoklip: OutKast – „Ms. Jackson“
- Nejlepší rockový videoklip: Limp Bizkit – „Rollin' (Air Raid Vehicle)
- Nejlepší popový videoklip: 'N Sync – „Pop“
- Nejlepší taneční videoklip: 'N Sync – „Pop“
- Nejlepší videoklip z filmu: Christina Aguilera, Lil' Kim, Mýa a Pink (feat Missy Elliott) – „Lady Marmalade“ (z Moulin Rouge!)
- Průlomové video: Fatboy Slim – „Weapon of Choice“
- Nejlepší režie: Fatboy Slim – „Weapon of Choice“ (režisér: Spike Jonze)
- Nejlepší choreografie: Fatboy Slim – „Weapon of Choice“ (choreograf: Michael Rooney, Spike Jonze a Christopher Walken)
- Nejlepší zvláštní efekty: Robbie Williams – „Rock DJ“ (efekty: Carter White FX, Audio Motion a Clear Post Production)
- Nejlepší umělecký vedoucí: Fatboy Slim – „Weapon of Choice“ (vedoucí: Val Wilt)
- Nejlepší úprava: Fatboy Slim – „Weapon of Choice“ (editor: Eric Zumbrunnen)
- Nejlepší kinematografie: Fatboy Slim – „Weapon of Choice“ (vedoucí: Lance Acord)
- MTV2 Award: Mudvayne – „Dig“
- Cena diváka: 'N Sync – „Pop“
- Mezinárodní ceny
- Video Vanguar Award: U2
  - MTV Austrálie: Paul Mac – „Just the Thing“
  - MTV Brazílie: Charlie Brown Jr. – „Rubão, o Dono do Mundo“
  - MTV Indie (Hindi film): Asha Bhosle, Sonu Nigam a Sukhwinder Singh – „Kambakth Ishq“
  - MTV Indie (Hindi pop):  Sultan Khan a K. S. Chithra – „Piya Basanti“
  - MTV Japonsko: Hikaru Utada – „Can You Keep a Secret?“
  - MTV Korea: g.o.d – „Lie“
  - MTV Latinská Amerika (Sever): Alejandro Sanz – „El Alma al Aire“
  - MTV Latinská Amerika (Centrum) – Dracma – „Hijo de Puta“
  - MTV Latinská Amerika (Jih) – Catupecu Machu – „Y Lo Que Quiero Es Que Pises sin el Suelo“
  - MTV Rusko: t.A.T.u – „Ya Soshla S Uma“